# Stefanos Kapino
Stefanos Kapino (gr. Στέφανος Καπίνο; Atene, 18 marzo 1994) è un calciatore greco, portiere del Winterthur.

## Biografia
Nato e cresciuto in Grecia ma è di origini albanesi, poiché i suoi genitori si sono trasferiti dall'Albania per cercare lavoro in Grecia. È il cugino di Sōtīrīs Ninīs, anch'egli calciatore.

## Carriera

### Club

#### Panathinaikos
Viene inserito nella prima squadra del Panathīnaïkos nel 2011, inizia a giocare titolare a partire dalla sesta giornata di campionato. Termina la difficile stagione della squadra greca con 12 presenze e 14 gol subiti in campionato.

#### Magonza
Il 16 luglio 2014 viene acquistato dal club tedesco del Magonza per 2,25 milioni di euro e con la quale sottoscrive un contratto quadriennale fino al 30 giugno 2018.

#### Olympiakos e Nottingham Forest
Il 15 luglio 2015 viene acquistato a titolo definitivo dall'Olympiakos.
Il 20 marzo 2016 fa il suo debutto in Souper Ligka Ellada nel match fra Asteras Tripolīs e Olympiakos. Riesce a tenere la porta inviolata per 73 minuti fino a quando è costretto ad abbandonare il terreno di gioco per un infortunio.
Il 7 febbraio 2018 si trasferisce al Nottingham Forest.

#### Werder Brema, Sandhausen e Arminia Bielefeld
Il 1º agosto 2018 viene acquistato dal Werder Brema come portiere di riserva.
Il 21 gennaio 2021 viene ceduto in prestito al Sandhausen.
Terminato il prestito fa ritorno al Werder, nel frattempo retrocesso in 2. Fußball-Bundesliga; alla prima giornata lui avrebbe l'opportunità di giocare visto l'infortunio del titolare Jiří Pavlenka, ma gli viene preferito Michael Zetterer. A seguito di questo avvenimento fa ritorno in Bundesliga venendo ceduto a titolo definitivo al Arminia Bielefeld.

### Nazionale
Il 15 novembre 2011 esordisce in nazionale maggiore nell'amichevole persa in casa per 3-1 contro la Romania.

## Statistiche

### Presenze e reti nei club
Statistiche aggiornate al 17 maggio 2018.
| Stagione             | Squadra              | Campionato           | Campionato | Campionato | Coppe nazionali | Coppe nazionali | Coppe nazionali | Coppe continentali | Coppe continentali | Coppe continentali | Altre coppe | Altre coppe | Altre coppe | Totale | Totale |
| Stagione             | Squadra              | Comp                 | Pres       | Reti       | Comp            | Pres            | Reti            | Comp               | Pres               | Reti               | Comp        | Pres        | Reti        | Pres   | Reti   |
| -------------------- | -------------------- | -------------------- | ---------- | ---------- | --------------- | --------------- | --------------- | ------------------ | ------------------ | ------------------ | ----------- | ----------- | ----------- | ------ | ------ |
| 2011-2012            | Panathīnaïkos        | SL                   | 12         | -14        | CG              | 0               | 0               | UCL+UEL            | 0                  | 0                  | -           | -           | -           | 12     | -14    |
| 2012-2013            | Panathīnaïkos        | SL                   | 1          | -2         | CG              | 2               | -2              | UCL+UEL            | 0                  | 0                  | -           | -           | -           | 3      | -4     |
| 2013-2014            | Panathīnaïkos        | SL                   | 28+5       | -23 + -4   | CG              | 0               | 0               | UCL+UEL            | 0                  | 0                  | -           | -           | -           | 33     | -27    |
| Totale Panathinaikos | Totale Panathinaikos | Totale Panathinaikos | 41+5       | -39 + -4   |                 | 2               | -2              |                    | 0                  | 0                  |             | -           | -           | 48     | -45    |
| 2014-2015            | Magonza              | BL                   | 2          | -6         | CG              | 0               | 0               | UEL                | 0                  | 0                  | -           | -           | -           | 2      | -6     |
| 2015-2016            | Olympiakos           | SL                   | 3          | -2         | CG              | 8               | -5              | UCL+UEL            | 0                  | 0                  | -           | -           | -           | 11     | -7     |
| 2016-2017            | Olympiakos           | SL                   | 18         | -8         | CG              | 3               | -3              | UCL+UEL            | 2+2                | -1 + -1            | -           | -           | -           | 25     | -13    |
| 2017-gen. 2018       | Olympiakos           | SL                   | 5          | -6         | CG              | 2               | -1              | UCL                | 5                  | -7                 | -           | -           | -           | 12     | -14    |
| Totale Olympiakos    | Totale Olympiakos    | Totale Olympiakos    | 26         | -16        |                 | 13              | -9              |                    | 9                  | -9                 |             | -           | -           | 48     | -34    |
| feb.-giu. 2018       | Nottingham Forest    | FLC                  | 4          | -5         | FACup+CdL       | -               | -               | -                  | -                  | -                  | -           | -           | -           | 4      | -5     |
| 2018-2019            | Werder Brema         | BL                   | 1          | -1         | CG              | 0               | 0               | -                  | -                  | -                  | -           | -           | -           | 1      | -1     |
| 2019-2020            | Werder Brema         | BL                   | 1          | -2         | CG              | 0               | 0               | -                  | -                  | -                  | -           | -           | -           | 1      | -2     |
| 2020-gen. 2021       | Werder Brema         | BL                   | 0          | 0          | CG              | 0               | 0               | -                  | -                  | -                  | -           | -           | -           | 0      | 0      |
| Totale carriera      | Totale carriera      | Totale carriera      | 73+5       | -66 + -4   |                 | 15              | -11             |                    | 9                  | -9                 |             | -           | -           | 102    | -90    |

### Cronologia presenze e reti in nazionale
| Cronologia completa delle presenze e delle reti in nazionale ― Grecia | Cronologia completa delle presenze e delle reti in nazionale ― Grecia | Cronologia completa delle presenze e delle reti in nazionale ― Grecia | Cronologia completa delle presenze e delle reti in nazionale ― Grecia | Cronologia completa delle presenze e delle reti in nazionale ― Grecia | Cronologia completa delle presenze e delle reti in nazionale ― Grecia | Cronologia completa delle presenze e delle reti in nazionale ― Grecia | Cronologia completa delle presenze e delle reti in nazionale ― Grecia |
| Data                                                                  | Città                                                                 | In casa                                                               | Risultato                                                             | Ospiti                                                                | Competizione                                                          | Reti                                                                  | Note                                                                  |
| --------------------------------------------------------------------- | --------------------------------------------------------------------- | --------------------------------------------------------------------- | --------------------------------------------------------------------- | --------------------------------------------------------------------- | --------------------------------------------------------------------- | --------------------------------------------------------------------- | --------------------------------------------------------------------- |
| 15-11-2011                                                            | Altach                                                                | Grecia                                                                | 1 – 3                                                                 | Romania                                                               | Amichevole                                                            | -3                                                                    |                                                                       |
| 3-6-2014                                                              | Chester                                                               | Nigeria                                                               | 0 – 0                                                                 | Grecia                                                                | Amichevole                                                            | -                                                                     | 46’                                                                   |
| 16-6-2015                                                             | Danzica                                                               | Polonia                                                               | 0 – 0                                                                 | Grecia                                                                | Amichevole                                                            | -                                                                     | 90+3’                                                                 |
| 13-11-2015                                                            | Differdange                                                           | Lussemburgo                                                           | 1 – 0                                                                 | Grecia                                                                | Amichevole                                                            | -1                                                                    |                                                                       |
| 29-3-2016                                                             | Atene                                                                 | Grecia                                                                | 2 – 3                                                                 | Islanda                                                               | Amichevole                                                            | -3                                                                    |                                                                       |
| 4-6-2016                                                              | Sydney                                                                | Australia                                                             | 1 – 0                                                                 | Grecia                                                                | Amichevole                                                            | -1                                                                    | 16’                                                                   |
| 7-6-2016                                                              | Adelaide                                                              | Australia                                                             | 1 – 2                                                                 | Grecia                                                                | Amichevole                                                            | -1                                                                    |                                                                       |
| 1-9-2016                                                              | Eindhoven                                                             | Paesi Bassi                                                           | 1 – 2                                                                 | Grecia                                                                | Amichevole                                                            | -                                                                     | 46’                                                                   |
| 25-3-2017                                                             | Bruxelles                                                             | Belgio                                                                | 1 – 1                                                                 | Grecia                                                                | Qual. Mondiali 2018                                                   | -1                                                                    |                                                                       |
| Totale                                                                |                                                                       | Presenze                                                              | 9                                                                     |                                                                       | Reti                                                                  | -10                                                                   |                                                                       |

## Palmarès

### Club

#### Competizioni nazionali
- Coppa di Grecia: 1

Panathinaikos: 2013-2014
- Campionato greco: 2

Olympiakos: 2015-2016, 2016-2017